# 日根弘正
日根 弘正（ひね ひろまさ）は、戦国時代の武将。徳川氏の家臣。通称は弥次右衛門。日根野から日根と改めた。

## 略歴
日根野弘就の三男として誕生。母は金森可重の娘。兄に高吉、吉時、弟に弘勝がいる。妹は、浅野氏次の妻となった。
徳川家康に仕え、後に松平信康付属となる。信康の自刃事件に連座し、和泉国日根郡に子・正吉と共に蟄居した。
孫・正重の代に江戸幕府の膳所台所人となり、曾孫・正富より子孫は旗本として存続した。